# Cisaga (Cibogo)
Cisaga is een bestuurslaag in het regentschap Subang van de provincie West-Java, Indonesië. Cisaga telt 4039 inwoners (volkstelling 2010).